# 海因里希斯巴赫河

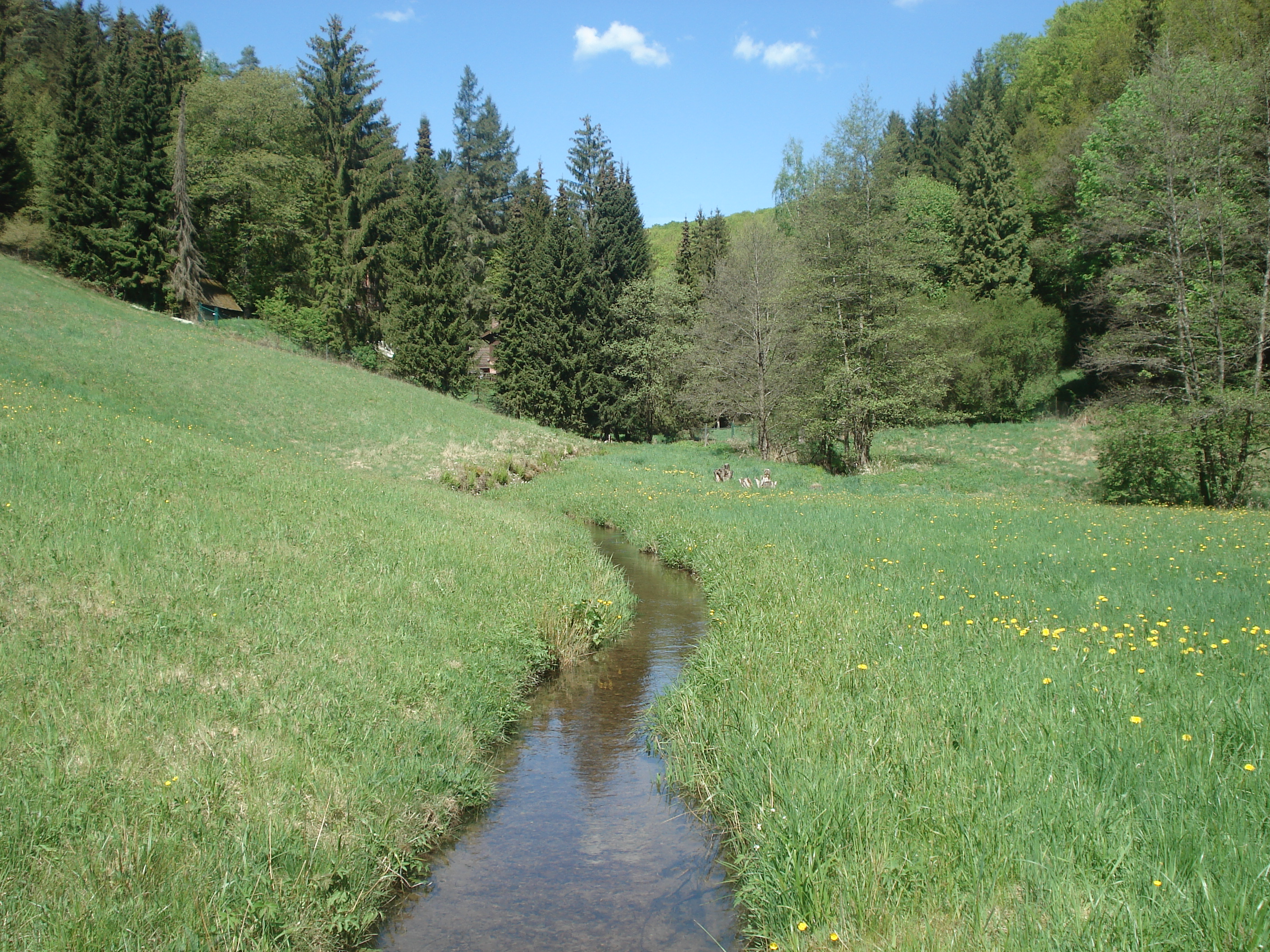
海因里希斯巴赫河

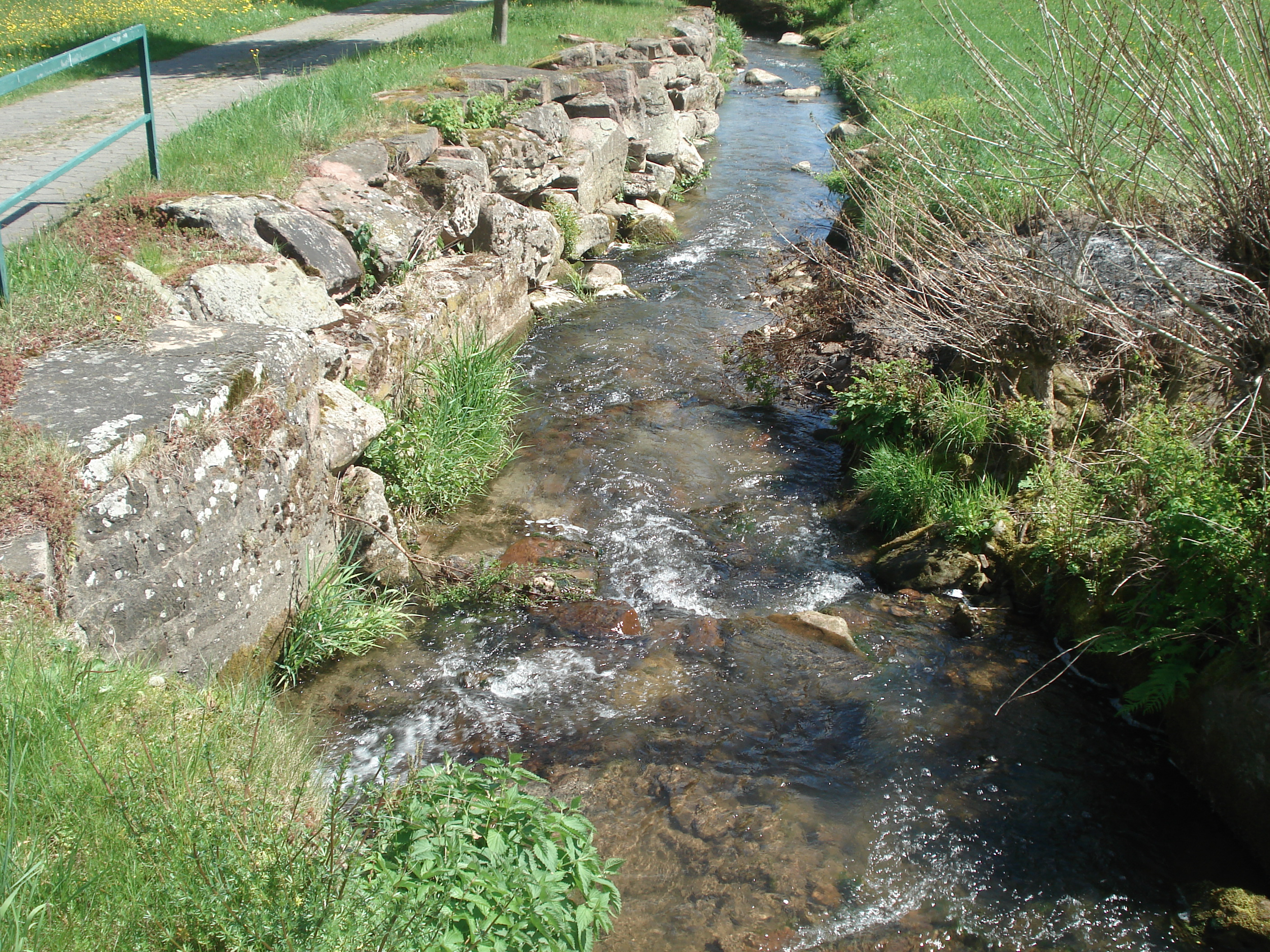
海因里希斯巴赫河

49°52′6.72″N 9°32′48.04″E / 49.8685333°N 9.5466778°E
海因里希斯巴赫（德語：Heinrichsbach）是德國的河流，位於該國東南部，由巴伐利亞負責管轄，屬於瓦亨巴赫河的左支流，河道全長7.7公里，流域面積16.1平方公里。